# خلیج ونزوئلا

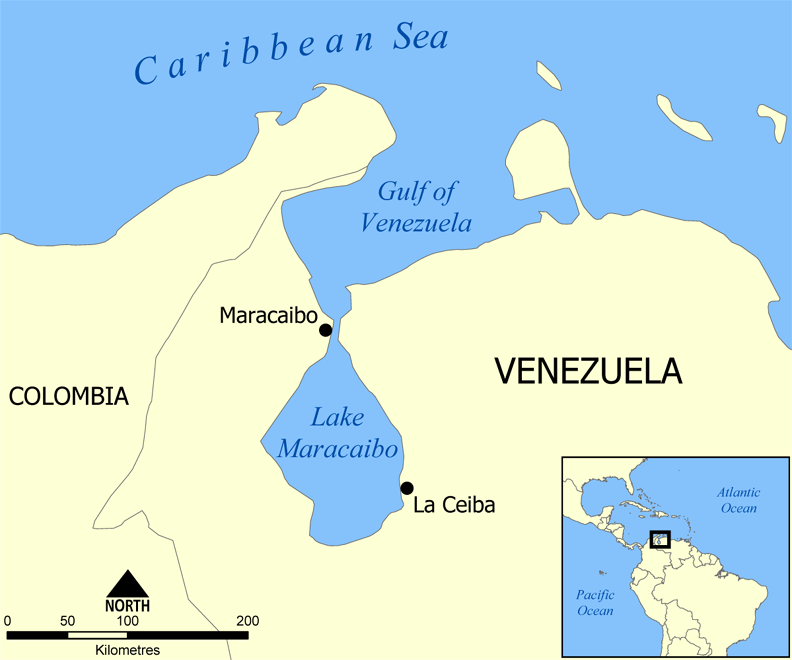
خلیج ونزوئلا

خلیج ونزوئلا (به انگلیسی: Gulf of Venezuela) خلیجی است واقع در شمال کشور ونزوئلا و متصل به دریای کارائیب که ۵۴ کیلومتر مربع مساحت دارد و در بخش جنوبی به دریاچه ماراکیبیو متصل است. این خلیج همچنین در کلمبیا ساحل کوتاهی دارد.

## موقعیت
این خلیج در شمال آمریکای جنوبی قرار دارد. مناقشه‌ای بین ونزوئلا و کلمبیا بر سر این خلیج وجود دارد که علی‌رغم وجود کمیسیون دو جانبه مدتهاست که حل و فصل نشده‌است. عامل اصلی این اختلافات وجود نفت خام در زیر سطح این خلیج می‌باشد.